# Bad Wildungen
Bad Wildungen è una città tedesca di 17 595 abitanti, situata nel Land dell'Assia.

### Esplicative
1. ↑  Letteralmente: «Wildungen Terme».

### Bibliografiche
1. 1 2  Ente statistico d'Assia - Dati sulla popolazione